# Tomasz Minkiewicz
Tomasz Minkiewicz (ur. 8 grudnia 1978 w Toruniu) – polski rysownik i scenarzysta komiksowy, pisarz, satyryk i ilustrator, wraz z bratem Bartoszem autor serii komiksowej Wilq Superbohater.

## Życiorys
Urodził się w Toruniu, mieszkał w Opolu, zaś od lat 90. i studiów na Akademii Sztuk Pięknych mieszka w Krakowie.
Komiksy i ilustracje satyryczne publikuje od lat 90.
Od 2003 wraz z bratem publikują serię komiksów o Wilq – superbohaterze z Opola. Komiksy o Wilq i jego znajomych pojawiały się również w magazynach komiksowych m.in. w Produkcie. Kolejne albumy ukazują się nieregularnie co kilka lub kilkanaście miesięcy, cała seria liczy już 33 tomy.
Ilustracje braci Minkiewiczów pojawiały się m.in. w Gazecie Wyborczej, na Onet.pl i w Tygodniku Powszechnym.
Są laureatami nagrody Śląkfa w kategorii Twórca Roku 2008.

## Publikacje
Ekozgraja (wyd. Skrzat) - ilustracje
Lucek, Ludwika i Sprawa Świętego Jogurta (wyd. Agora dla dzieci) - ilustracje
Mapa Przyszłości (wyd. Nasza Księgarnia) - tekst i ilustracje
Stefanek straszy (wyd. Dwukropek) - ilustracje
Poszukiwacze przygód (wyd. Nasza Księgarnia) - tekst i ilustracje
Księżniczka Detektyw (wyd. Alegoria) - tekst i ilustracje
Seria komiksowa Róża, a co chcesz wiedzieć? (wyd. Edukomiks) - współautor tekstu i ilustracje
Róża, a co chesz wiedzieć o szachach? (wyd. Edukomiks) - ilustracje
Duszyczka w Krakowie (wyd. miasto Kraków) - tekst i ilustracje
Wyprawa na ciemną stronę słońca (wyd. BM Vision) - tekst i ilustracje
Niemożliwi Detektywi Trefny nauczyciel (wyd. Wilga) - ilustracje
Niemożliwi Detektywi Nadziana drożdżówka (wyd. Wilga) - ilustracje
Momo, ty łobuzie! (wyd. Oficyna 21) - ilustracje
Staś i Weronika (wyd. Oficyna 21) - ilustracje
Oli1, Oli2, Oli3 (wyd. KDP) - tekst i ilustracje
Koniki Polskie, adopcja ( wyd. KDP) - ilustracje
Co to jest Wątośle (wyd. npowy Rynek) - tekst (współautor) i ilustracje
Benek i spółka (wyd. Dwie Siostry) – ilustracje
Wszystko, by grać (wyd. Dwukropek) - okładka

### Świerszczyk, rubryka Wiekie czytanie
Słoneczni bohaterowie - tekst
Ja też robię straszne rzeczy - tekst 
Cztery Ogry - tekst 
Ścieżki - tekst i ilustracja
Trochę za wielki smok - tekst i ilustracja
Nie rozmawiać! Nie bawić się! - tekst i ilustracja
Brawo, szefuniu. - tekst i ilustracja
Takie Coś - tekst
Najlepsze wakacje w historii - tekst i ilustracja
Wodnik i Rusałka - tekst i ilustracja

### Inne
Automat z przekąskami - Książki, magazyn do czytania (wyd. Agora) - tekst i ilustracja
Przygody Rybki Minimini - serial dla kanału Minimini+ (Canal+) - scenariusz
Rybka Mini Mini i ciekawe zawody - serial dla kanału Minimini+ (Canal+) - scenariusz
Niezły Kanał - serial TV - (Canal+) - scenariusz (współautor)

### Wspólne zBartoszem Minkiewiczem
- Seria Wilq Superbohater – tomy 1-20, oraz dwa tomy zbiorcze, od 2003
- Co to jest wątośle? – czyli najśmieszniejszy przewodnik po Krakowie, 2010